# UCD Bowl
Lo UCD Bowl è uno stadio irlandese, collocato nella zona Sud-Est di Dublino e su esso si disputano le partite casalinghe delle rappresentative sportive dell'University college: lo University College Dublin RFC e lo University College Dublin Association Football Club (che milita nella League of Ireland Premier Division) e la UCD American Football. Il campo è stato anche centro di allenamento della Nazionale di rugby a 15 dell'Irlanda e di alcune franchige rugbistiche in tour sull'isola tra cui gli All Blacks. In seguito all'ultima ristrutturazione l'impianto vanta una capienza complessiva di 3000 posti di cui la metà a sedere. C'è un'unica tribuna, collocata lungo il versante meridionale del campo.

## Ristrutturazione
Vennero stanziati 1.25 milioni di euro per migliorare l'impianto ed adattarlo alle basilari richieste UEFA: se i lavori non fossero stati fatti, la franchigia  calcistica si sarebbe trasferita altrove. Sono stati migliorati i servizi igienici e i servizi di base, aggiunti i tornelli, aumentata la capienza sia a livello di posti a sedere che in piedi ed aggiunti i riflettori. Seppure siano stati approvati i progetti per un ulteriore ampliamento fino a fare raggiungere allo stadio una capienza di 4500 posti a sedere, non si è mai trovato il tempo per metterli in atto.